# Kartódromo de Baltar

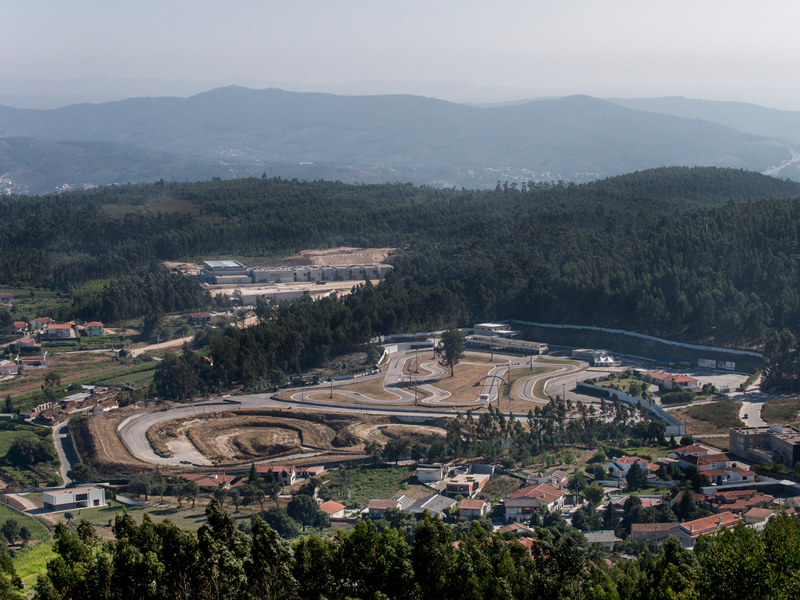

O Kartódromo de Baltar é um Kartódromo em Baltar, Paredes, Portugal. 

## Localização
O kartódromo de Baltar está situado na vila de Baltar (Paredes), na Rua S. Silvestre 760 - Padrão
4585-050 Baltar.

## História
Este kartódromo foi construído para a prática da modalidade de karting.
A ideia de criar uma pista de Karting remonta a 1975, por iniciativa de um grupo de amigos, mas só em 1985 se começou a construí-lo.
Já houvera grandes eventos e campeonatos.
Este kartódromo, depois de ter fechado em 2012, reabriu em 2016 com uma nova gerência.

## Características
A pista tem 8 metros (constantes) de largura. As boxes são cobertas e tem uma oficina de reparação rápida.

## Frota
Atualmente, o Kartódromo de Baltar possui uma frota de:
23 Sodikart RT8 (270cc)
2 Karts Sodikart Bilugar (390cc)
10 Karts Sodikart Infantil (120cc)

## Tipos de Circuitos
- Circuito Karting
- Circuito de Ralicross
- Circuito de Kartcross

## Principais Provas
- Baltar Kart Cup (Já não se realiza)
- Baltar Cross Cup (Já não se realiza)
- Campeonato Nacional de Ralis
- Troféu Clube Kart do Porto
- Taça 1931

## Equipamentos
A infraestrutura é constituída por balneários, WC e bar.